# Лит-Хатфилд (Пенсилванија)
Лит-Хатфилд (енгл. Leith-Hatfield) насељено је место без административног статуса у америчкој савезној држави Пенсилванија.

## Демографија
По попису из 2010. године број становника је 2.546, што је 274 (-9,7%) становника мање него 2000. године.
| Група             | 2000.         | 2010.         |
| Белци             | 2.733 (96,9%) | 2.423 (95,2%) |
| Афроамериканци    | 16 (0,6%)     | 30 (1,2%)     |
| Азијати           | 44 (1,6%)     | 59 (2,3%)     |
| Хиспаноамериканци | 4 (0,1%)      | 12 (0,5%)     |
| Укупно            | 2.820         | 2.546         |